# خارش هفت‌ساله (نمایشنامه)
خارش هفت‌ساله (به انگلیسی: The Seven Year Itch) یک نمایشنامه سه‌بازیگره محصول ۱۹۵۲ به نویسندگی جرج اکسلرد است. در محصول برادوی اصلی، تام ایول و ونسا براون نقش‌های اصلی را ایفا کردند.
اصطلاحی که برای عنوان انتخاب شد، که اشاره به کاهش علاقه در یک رابطه تک‌همسری پس از گذشتن هفت سال از ازدواج دارد، توسط روان‌شناسان مورد استفاده قرار گرفته‌است.
این نمایشنامه مورد اقتباس در فیلم خارش هفت‌ساله (۱۹۵۵) به کارگردانی و نویسندگی بیلی وایلدر و بازیگری مریلین مونرو و ایول قرار گرفت.